# Willie Brown (calciatore)
Willie Brown, diminutivo di William Falconer Brown (Larkhall, 20 ottobre 1922 – Ronaldsay, 27 maggio 1978) è stato un allenatore di calcio e calciatore scozzese, di ruolo difensore.

## Caratteristiche tecniche
Era un terzino destro.

## Carriera

### Giocatore
Brown dopo aver giocato nei semiprofessionisti scozzesi del Larkhill Thistle nel 1946 si trasferisce al Preston N.E., club della prima divisione inglese, con cui all'età di 24 anni prende parte al primo campionato disputato dopo la pausa di sette anni dovuta alla seconda guerra mondiale, che è anche il suo primo campionato da professionista, giocandovi 8 partite; gioca poi un'ulteriore partita in prima divisione durante la stagione 1947-1948, mentre nella stagione 1948-1949, che i Lilywhites terminano con una retrocessione in seconda divisione, lo vede scendere in campo per 28 volte, a cui aggiunge infine altre 3 presenze ed un gol (il suo primo in carriera da professionista) in seconda divisione durante la stagione 1949-1950. Inizia poi la stagione 1950-1951 giocando 8 partite nella prima divisione scozzese con il Queen of the South, salvo poi nel dicembre del 1950 venire ceduto all'Elgin City, club di seconda divisione, con cui rimane fino alla fine dell'annata in questione. Successivamente nell'estate del 1951 torna in Inghilterra, precisamente in terza divisione al Grimsby Town, club appena retrocesso in questa categoria, del quale Brown diventa in breve tempo un punto fermo, contribuendo anche alla vittoria del campionato nella stagione 1955-1956, grazie alla quale dal 1956 al 1958 gioca nuovamente in seconda divisione. Lascia poi il club al termine della stagione 1957-1958 quando, all'età di 36 anni, si ritira anche definitivamente, dopo un gol in 265 presenze con la maglia del club bianconero in incontri di campionato.
In carriera ha totalizzato complessivamente 305 presenze e 2 reti nei campionati della Football League.

### Allenatore
Nella stagione 1958-1959 ha allenato il Barrow, nel neonato campionato di Fourth Division (quarta divisione).

## Palmarès

### Giocatore

#### Competizioni nazionali
- Third Division North: 1

Grimsby Town: 1955-1956